# Подгуже (Островецький повіт)
Подгуже (пол. Podgórze) — село в Польщі, у гміні Цьмелюв Островецького повіту Свентокшиського воєводства.
Населення — 120 осіб (2011).
У 1975-1998 роках село належало до Тарнобжезького воєводства.

## Демографія
Демографічна структура на день 31 березня 2011 року:
|          | Загалом | Допрацездатний вік | Працездатний вік | Постпрацездатний вік |
| -------- | ------- | ------------------ | ---------------- | -------------------- |
| Чоловіки | 57      | 9                  | 40               | 8                    |
| Жінки    | 63      | 7                  | 30               | 26                   |
| Разом    | 120     | 16                 | 70               | 34                   |